# Desert Center
Desert Center è un centro abitato di 125 abitanti situato nella contea di Riverside, nella California meridionale. Si trova nel deserto del Colorado, a metà strada tra le città di Indio e Blythe allo svincolo della Interstate 10 e della Strada statale 177 (Desert Center - Strada del riso). In prossimità del Centro sono il deserto Chuckwalla Mountains, Corn Springs, Eagle Mountain e Chiriaco Peak. Il Cap è 92239, e la comunità si trova all'interno prefisso 760.